# Стейген
Стейген — коммуна в фюльке Нурланн в Норвегии. Является частью региона Сальтен. Административный центр коммуны — деревня Лейнесфьорд.
Коммуна Стейген была учреждена 1 января 1838 года. Новая коммуна Лейрангер была отделена от Стейгена 1 сентября 1900 года. 1 января 1964 года коммуна Лейрангер вместе с соседней коммуной Нурфолл опять вошли в состав коммуны Стейген.

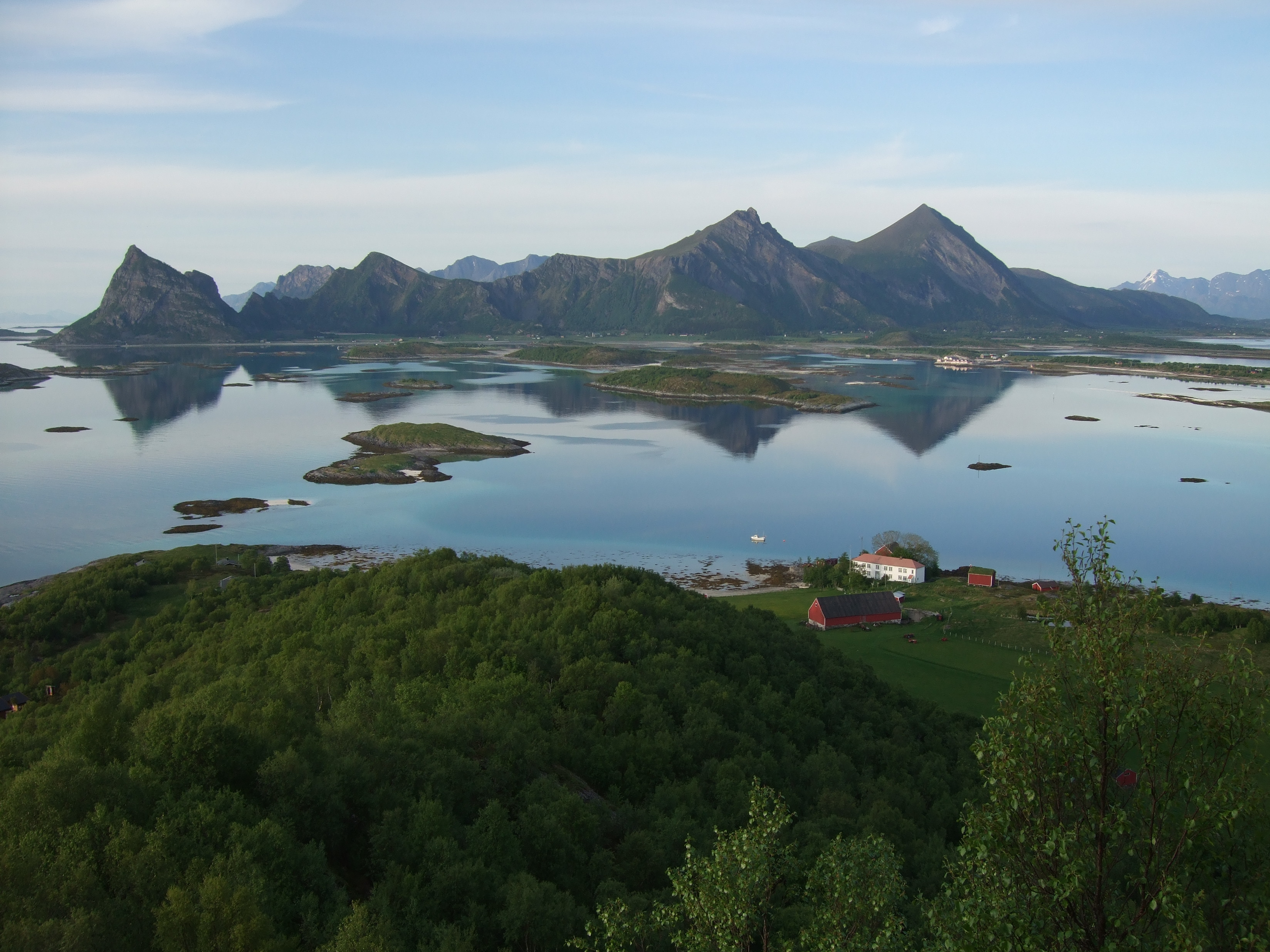
Лёвёй — древний торговый центр Стейгена
Фото: Finn Rindahl

## Общая информация

### Название
Коммуна (первоначально приход) была названа в честь фермы Steigen (старонорвежский:Steig), поскольку там была построена первая церковь. Название происходит от глагола stíga, означающего взбираться, подниматься и относится к высокой и крутой горе Стейгтиндет (норв. Steigtinden, tinden означает пик горы), находящейся за фермой.

### Герб
У коммуны современный герб. Он был принят в 12 октября 1988 года. На гербе изображены три лезвия топора Эпохи Викингов.

## География

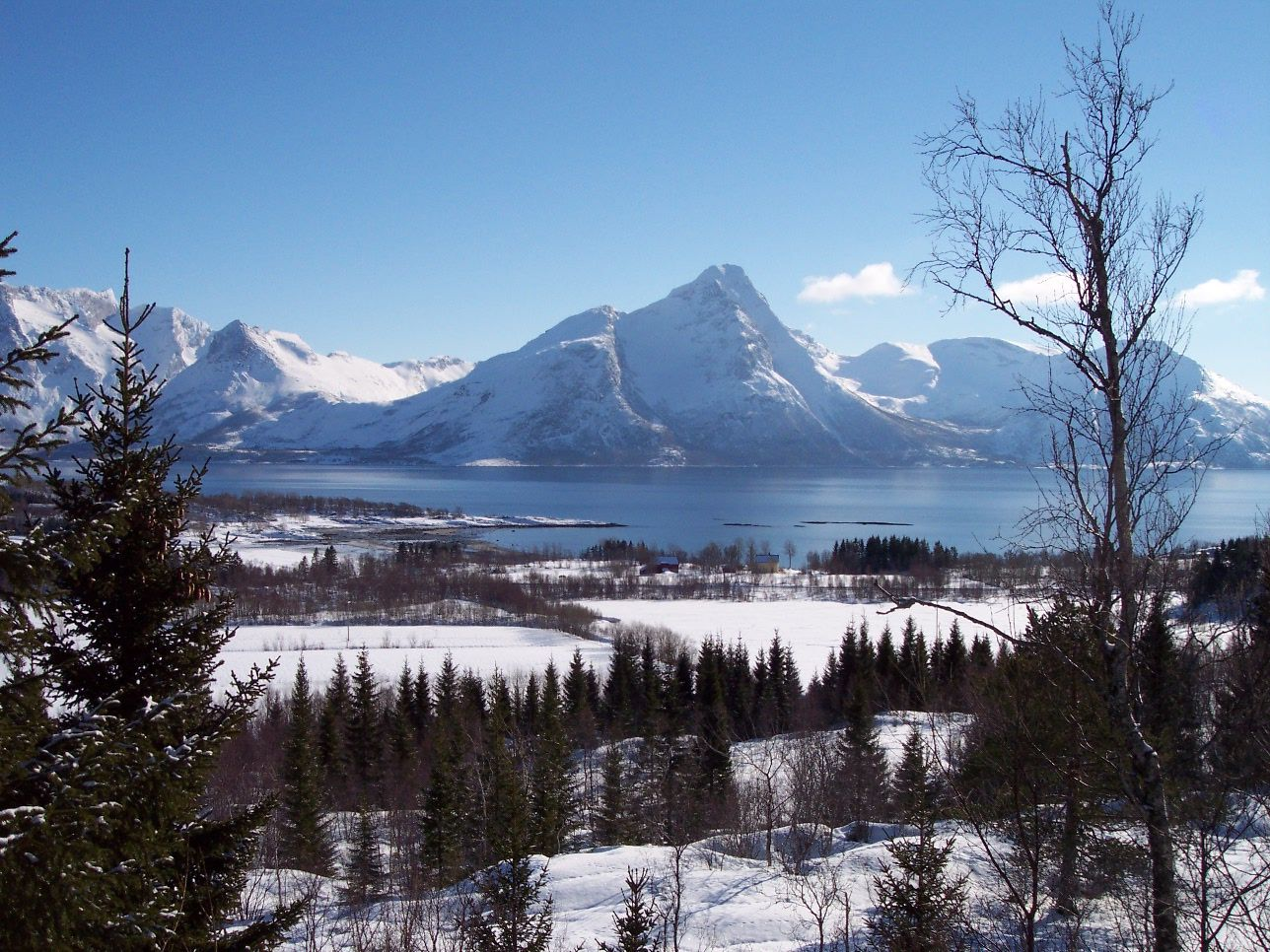
Зимняя панорама Стейгена

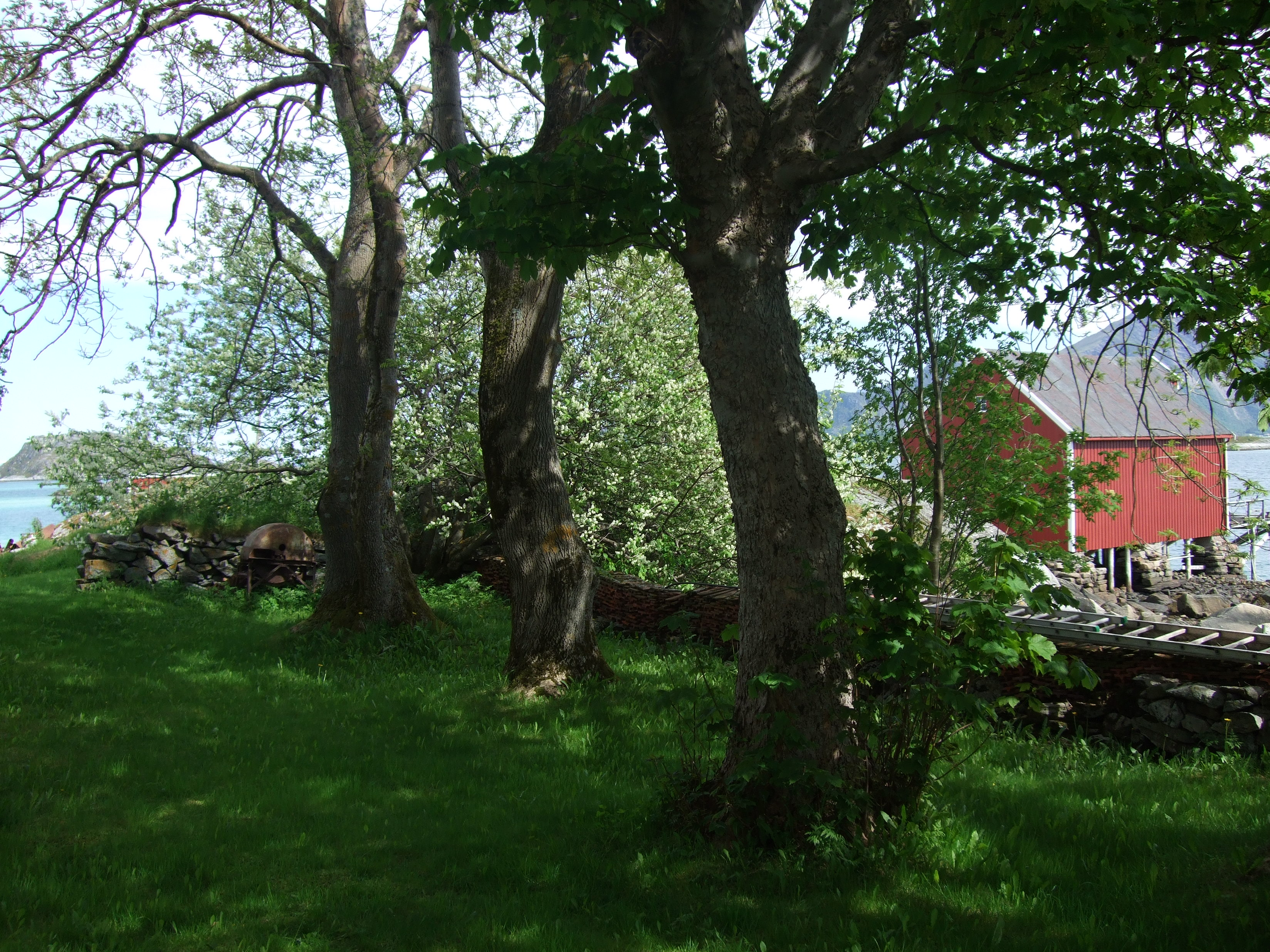
Часть древнего сада в Лёвёй
Фото: Finn Rindahl

Коммуна расположена на побережье, в 100 км к северу от Будё за Полярным кругом. Дорога в Стейген отходит от трассы Е6 и проходит по тоннелю Steigentunnelen длиной 8 км. На севере Стейген граничит с коммуной Хамарёй, а на юге — с коммуной Сёрфолл. Вестфьорд и Лофотен расположены на западе от Стейгена. Коммуна, главным образом, расположена на полуострове изрезанном большим количеством фьордов. На территории Стейгена также расположены несколько островов. На крупнейшем острове Энгелёя находятся древние курганы (такие как норв. Sigarshaugen) и самый северный в мире природный лес лещины (заповедник норв. Prestegårdsskogen). Крупнейший ледник Helldalsisen окружает гору высотой 1 361 м. Плодородные низменности расположены между горами и берегом моря. Несколько археологических памяток отражают жизнь в бронзовом и железном веке, а также в эпоху викингов.

## Климат
Среднемесячная температура колеблется от −1°С в январе и феврале до 13°С в июле и августе. Уровень осадков изменяется от 49 мм в мае до 146 мм в октябре. Среднегодовой уровень атмосферных осадков 970 мм, среднегодовая температура — 5,1°С (исследования 1961—1990 гг. в Грётёе, Стейген).